# Янчук Микола Михайлович
Микола Михайлович Янчук (15 лютого 1938, село Вигнанка, тепер Городоцького району Хмельницької області — 7 травня 2008, село Куманів Городоцького району Хмельницької області) — український радянський діяч, ланковий механізованої ланки колгоспу «Іскра» Городоцького району Хмельницької області, Герой Соціалістичної Праці (18.12.1973). Депутат Верховної Ради УРСР 10—11-го скликань.

## Біографія
Народився в селянській родині. Навчався в Ліпибоцькій восьмирічній школі та в Солом'янській середній школі. У рядах Радянської армії не служив через ваду мітрального клапана серця.
З 1955 року — тракторист, механізатор колгоспу «Іскра» села Вигнанка Сатанівського району Хмельницької області.
З 1964 року — ланковий механізованої ланки по вирощуванню цукрових буряків колгоспу «Іскра» села Хоптинці Городоцького району Хмельницької області.
Член КПРС з 1968 року.
У 1979—1982 роках навчався без відриву від виробництва в Новоушицькому сільськогосподарському технікумі Хмельницької області.
З 1993 року — на пенсії в селі Куманів Городоцького району Хмельницької області.

## Нагороди
- Герой Соціалістичної Праці (8.12.1973)
- два ордени Леніна (8.04.1971, 8.12.1973)
- медалі